# Ataque con misiles de Sebastopol de 2024
El 23 de junio de 2024, fragmentos de un misil ATACMS ucraniano proporcionado por Estados Unidos y destruido por el sistema antiaéreo ruso cayeron sobre una playa en Sebastopol, matando a cuatro personas e hiriendo a otras 151.

## Ataque
Según el Ministerio de Defensa de Rusia, cuatro cohetes ATACMS, proporcionados a Ucrania por Estados Unidos, fueron interceptados sobre Sebastopol, mientras que los fragmentos del quinto misil cayeron en la playa, matando a cuatro civiles, entre ellos dos niños, e hiriendo a 151 personas. otros.
Testigos presenciales informaron que las sirenas antiaéreas no estaban activas durante el ataque. Un vídeo tomado en la playa donde cayeron los fragmentos del misil mostró a personas huyendo de los escombros que caían, mientras que algunos eran transportados en tumbonas.

## Responsabilidad
Según ISW, el Ministerio de Defensa ruso "reconoció que un interceptor de defensa aérea ruso provocó que el misil ucraniano se desviara de su trayectoria de vuelo y detonara en Sebastopol". "... las bajas civiles en Crimea se debieron a la interceptación por parte de Rusia de un misil ATACMS entrante y no a una decisión deliberada de Ucrania sobre el objetivo." Reuters informó que, según un funcionario estadounidense, el misil ATACMS tenía como objetivo un lanzador de misiles ruso. Según los investigadores de OSINT, el lanzador de defensa aérea que presumiblemente apuntaba al ATACMS se instaló en otra playa de Sebastopol cerca de Radiogorka.

## Reacciones
El Ministerio de Defensa ruso acusó a Estados Unidos de ser directamente responsable del ataque, afirmando que "todas las misiones de vuelo de los misiles tácticos operativos ATACMS estadounidenses son realizadas por especialistas estadounidenses basándose en los propios datos de reconocimiento satelital de Estados Unidos".
El secretario de prensa del Kremlin, Dmitri Peskov, dijo a los periodistas que "la participación de Estados Unidos, la participación directa, como resultado de la cual mueren civiles rusos, no puede quedar sin consecuencias".